# Вусатка хмелева
Вусатка хмелева (Hypena rostralis) — вид лускокрилих комах з родини еребід (Erebidae).

## Поширення
Вид поширений в Європі, Західній, Середній та Північній Азії на схід до Японії. Трапляється на узліссях, лісових галявинах, узбережжях, у садах, паркових ландшафтах і оброблюваних землях, піднімається в гори до 1600 м.

## Опис
Розмах крил 22-29 мм. Передні крила іржаво-бурі, з домішкою сірого, з тонкою, майже прямою чорнуватою серединною лінією, зі світлими краями; хвиляста лінія світла, з маленькими зубцями; кільцеподібна і ниркоподібна плями чорні, зі світлими краями, пов'язані один з одним чорною поздовжньою смужкою. Лінія зовнішнього краю складається з невеликих чорних крапок. Задні крила буро-сірі.

## Спосіб життя
Міль літає двома поколіннями з серпня по жовтень і знову з березня по червень. Гусениця зелена, з маленькими чорними бородавками у вигляді крапок, темною спинною лінією та двома білими бічними. Живиться листям хмелю. Зимує імаго.